# Allen R. Bushnell

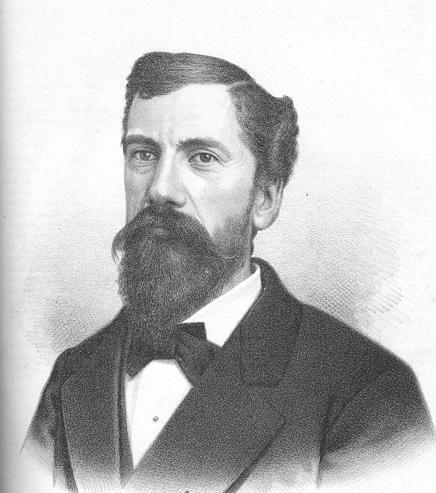
Allen R. Bushnell

Allen Ralph Bushnell (* 18. Juli 1833 in Hartford, Trumbull County, Ohio; † 29. März 1909 in Madison, Wisconsin) war ein US-amerikanischer Politiker. Zwischen 1891 und 1893 vertrat er den Bundesstaat Wisconsin im US-Repräsentantenhaus.

## Werdegang
Allen Bushnell besuchte die öffentlichen Schulen seiner Heimat sowie die Oberlin Academy und die Hiram Academy. Im Jahr 1854 zog er nach Platteville in Wisconsin. Nach einem anschließenden Jurastudium und seiner im Jahr 1857 erfolgten Zulassung als Rechtsanwalt begann er in Platteville in seinem neuen Beruf zu arbeiten. Von 1860 bis 1861 war er Bezirksstaatsanwalt im Grant County. Von diesem Amt trat er 1861 zurück, um am Bürgerkrieg teilzunehmen. Dabei brachte er es bis 1864 im Unionsheer bis zum Captain.
1864 zog Bushnell nach Lancaster. Noch im gleichen Jahr wurde er wieder Bezirksstaatsanwalt im Grant County. Politisch war er Mitglied der Demokratischen Partei. 1872 wurde er Abgeordneter in der Wisconsin State Assembly; im Jahr 1875 wurde er zum ersten Bürgermeister der Stadt Lancaster gewählt. Zwischen 1886 und 1890 war Bushnell Bundesstaatsanwalt für den westlichen Teil des Staates Wisconsin. Seit 1891 lebte er in Madison.
Bei den Kongresswahlen des Jahres 1890 wurde Bushnell im dritten Wahlbezirk von Wisconsin in das US-Repräsentantenhaus in Washington, D.C. gewählt, wo er am 4. März 1891 die Nachfolge von Robert M. La Follette antrat. Da er im Jahr 1892 auf eine erneute Kandidatur verzichtete, konnte er bis zum 3. März 1893 nur eine Legislaturperiode im Kongress absolvieren. Nach seinem Ausscheiden aus dem US-Repräsentantenhaus zog sich Bushnell aus der Politik zurück. In den folgenden Jahren arbeitete er wieder als Anwalt. Er starb am 29. März 1909 in Madison und wurde in Lancaster beigesetzt.